# Amphorites hurleyi
Amphorites hurleyi is een vlokreeftensoort uit de familie van de Conicostomatidae. De wetenschappelijke naam van de soort is voor het eerst geldig gepubliceerd in 1983 door Lowry & Stoddart.